# Blephilia
Blephilia es un género de plantas con flores perteneciente a la familia Lamiaceae.  es originario de Norteamérica. Comprende 12 especies descritas y de estas, solo 3 aceptadas.

## Taxonomía
El género fue descrito por (L.) Raf. y publicado en American monthly magazine and critical review 4: 190. 1819. La especie tipo es: Blephilia ciliata (L.) Benth.

## Especies aceptadas
A continuación se brinda un listado de las especies del género Blephilia aceptadas hasta septiembre de 2014, ordenadas alfabéticamente. Para cada una se indica el nombre binomial seguido del autor, abreviado según las convenciones y usos.	
- Blephilia ciliata (L.) Benth.
- Blephilia hirsuta
- Blephilia subnuda Simmers & Kral, Rhodora 94: 2 (1992).